# 林希樺
林希樺（Elsa Lim）、企業培訓導師，藝人鮑方的外孫女。她擁有自己創立的公司「經營家國際有限公司」，負責為不同的企業提供培訓與指導。

## 演出

### 綜藝節目（無綫電視）
- 2012年：盛女愛作戰
- 2014年：沒女大翻身
- 2014年：兄弟幫
- 2015年：兄弟幫
- 2015年：網絡挑機
- 2017年：關你家事
- 2017年：兄弟幫

### 綜藝節目（翡翠東方）
- 2014年：盛女，為愛作戰

### 棟篤笑
- 2015年9月12日：《千言萬語亂世真心膠》[2]

## 個人創作
- 都市日報 - 個人專欄《都市大作戰》

## 外部連結
- 林希樺的新浪微博